# عظيمات

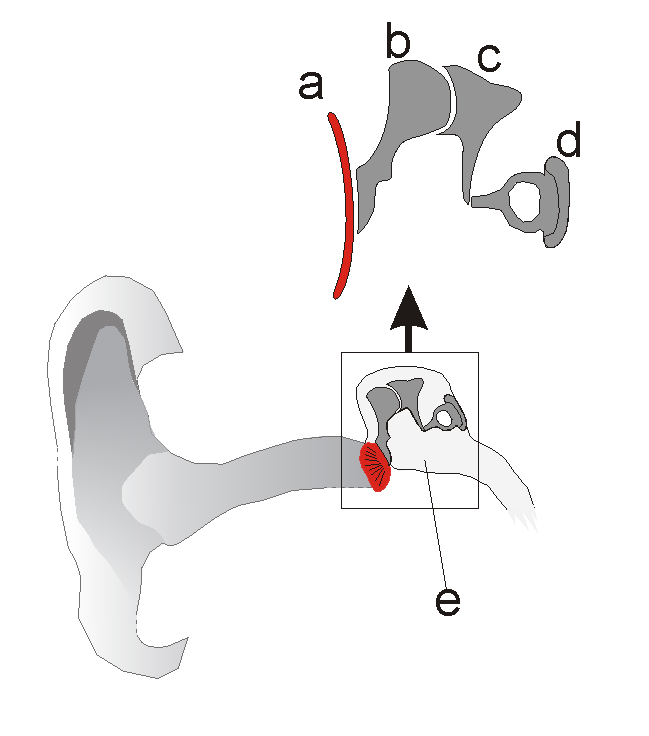

العظيمات أو العظيمات الثلاث أو عظيمات السمع (بالإنجليزية: Ossicles)‏ هي أصغر ثلاثة عظام في الجسم البشري وتوجد في الأذن الوسطى، يتصل بعضها ببعض، تقوم بربط الغشاء الطبلي بالأذن الداخلية، وهي أولى العظام التي تتعظم كلياً في أثناء التطور الجنيني، بحيث تكون ناضجة عند الولادة. تتميز العظيمات بكثافة (صلابة) استثنائية.
تتألف عظيمات السمع من ثلاث عظيمات، وهي بالترتيب من الوحشي إلى الإِنسيّ: المطرقة، السندان، الركاب. تعكس هذه الأسماء شكل تلك العظيمات، والمطرقة أكبرها، ويرتبط أحد طرفيها بالغشاء الطبلي والطرف الآخر بالسندان، ويلي السندان المطرقة في الحجم، وهو يربط بين المطرقة والرِّكاب، أما الرِّكاب فهو أصغر عظم في الجسم، إذ إنه أصغر من حبة الأرز، وله صفيحة تستند إلى النافذة البيضية المؤدية إلى الأذن الداخلية. تتغطى هذه العظيمات بالغشاء المخاطي المبطن للجوف الطبلي، ولكنها خلافاً لبقية عظام الجسم فإنها غير مغطاة بطبقة من السمحاق.
في بعض الحالات تكون هناك عظيمات زائدة في مناطق أخرى من الجسم كما في بعض أمراض الكاحل.